# Élections municipales de 2020 dans le Haut-Rhin
Les élections municipales de 2020 dans le Haut-Rhin ont lieu le 15 mars 2020 avec un second tour initialement prévu le 22 mars. Comme dans le reste de la France, le report du second tour est annoncé en pleine crise sanitaire liée à la propagation du coronavirus (Covid-19). Le 22 mai, le Premier ministre Édouard Philippe annonce la tenue du second tour le 28 juin, date réversible suivant l'évolution de la pandémie sur le territoire national.

## Maires sortants et maires élus
La droite et le centre confirment leur domination dans le département. La gauche échoue ainsi à reconquérir les villes perdues lors du scrutin précédent (Guebwiller, Hégenheim, Ingersheim et Thann), mais se console avec une victoire à Sainte-Marie-aux-Mines. Les deux principales villes du département, Mulhouse et Colmar, restent largement acquises à la droite. 
| Commune                | Maire sortant         | Parti | Parti | Maire élu             | Parti | Parti |
| ---------------------- | --------------------- | ----- | ----- | --------------------- | ----- | ----- |
| Altkirch               | Nicolas Jander        |       | UDI   | Nicolas Jander        |       | UDI   |
| Brunstatt-Didenheim    | Antoine Viola         |       | DVD   | Antoine Viola         |       | DVD   |
| Cernay                 | Michel Sordi          |       | LR    | Michel Sordi          |       | LR    |
| Colmar                 | Gilbert Meyer         |       | LR    | Éric Straumann        |       | LR    |
| Ensisheim              | Michel Habig          |       | LR    | Michel Habig          |       | LR    |
| Guebwiller             | Francis Kleitz        |       | UDI   | Francis Kleitz        |       | UDI   |
| Horbourg-Wihr          | Philippe Rogala       |       | DVD   | Thierry Stoebner      |       | DVD   |
| Huningue               | Jean-Marc Deichtmann  |       | DVD   | Jean-Marc Deichtmann  |       | DVD   |
| Illzach                | Jean-Luc Schildknecht |       | DVD   | Jean-Luc Schildknecht |       | DVD   |
| Kembs                  | Gérard Kielwasser     |       | LR    | Joël Roudaire         |       | DVD   |
| Kingersheim            | Jo Spiegel            |       | DVG   | Laurent Riche         |       | DVG   |
| Lutterbach             | Rémy Neumann          |       | EELV  | Rémy Neumann          |       | EELV  |
| Mulhouse               | Michèle Lutz          |       | LR    | Michèle Lutz          |       | LR    |
| Pfastatt               | Francis Hillmeyer     |       | UDI   | Francis Hillmeyer     |       | UDI   |
| Riedisheim             | Hubert Nemett         |       | DVD   | Loïc Richard          |       | DVC   |
| Rixheim                | Ludovic Haye          |       | Agir  | Ludovic Haye          |       | Agir  |
| Saint-Louis            | Jean-Marie Zoelle     |       | DVD   | Pascale Schmidiger    |       | LR    |
| Sainte-Marie-aux-Mines | Claude Abel           |       | DVD   | Noëllie Hestin        |       | DVG   |
| Sausheim               | Daniel Bux            |       | DVD   | Guy Omeyer            |       | DVD   |
| Soultz                 | Marcello Rotolo       |       | PS    | Marcello Rotolo       |       | PS    |
| Thann                  | Romain Luttringer     |       | UDI   | Gilbert Stoeckel      |       | DVC   |
| Wintzenheim            | Serge Nicole          |       | DVD   | Serge Nicole          |       | DVD   |
| Wittelsheim            | Yves Goepfert         |       | DVD   | Yves Goepfert         |       | DVD   |
| Wittenheim             | Antoine Homé          |       | PS    | Antoine Homé          |       | PS    |

## Résultats dans les communes de plus de5 000 habitants

### Altkirch
- Maire sortant : Nicolas Jander (UDI)
- 29 sièges à pourvoir au conseil municipal (population légale 2017 : 5 737 habitants)
- 10 sièges à pourvoir au conseil communautaire (CC Sundgau)

|                          | Nicolas Jander           | UDI                      | 702   | 100,00 | 29 | 10 |  |  |
|                          |                          |                          |       |        |    |    |  |  |
| Exprimés                 | Exprimés                 | Exprimés                 | 702   | 86,45  |    |    |  |  |
| Votes blancs             | Votes blancs             | Votes blancs             | 24    | 2,96   |    |    |  |  |
| Votes nuls               | Votes nuls               | Votes nuls               | 86    | 10,59  |    |    |  |  |
| Total                    | Total                    | Total                    | 812   | 100    | 29 | 10 |  |  |
| Abstention               | Abstention               | Abstention               | 2 973 | 78,55  |    |    |  |  |
| Inscrits / participation | Inscrits / participation | Inscrits / participation | 3 785 | 21,45  |    |    |  |  |

### Brunstatt-Didenheim
- Maire sortant : Antoine Viola (DVD)
- 33 sièges à pourvoir au conseil municipal (population légale 2017 : 8 012 habitants)
- 2 sièges à pourvoir au conseil communautaire (Mulhouse Alsace Agglomération)

|                          | Antoine Viola            | DVD                      | 1 853 | 81,16 | 30 | 2 |  |  |
|                          | François Schmitt         | DVD                      | 430   | 18,83 | 3  | 0 |  |  |
|                          |                          |                          |       |       |    |   |  |  |
| Exprimés                 | Exprimés                 | Exprimés                 | 2 283 | 97,11 |    |   |  |  |
| Votes blancs             | Votes blancs             | Votes blancs             | 39    | 1,66  |    |   |  |  |
| Votes nuls               | Votes nuls               | Votes nuls               | 29    | 1,23  |    |   |  |  |
| Total                    | Total                    | Total                    | 2 351 | 100   | 33 | 2 |  |  |
| Abstention               | Abstention               | Abstention               | 3 630 | 60,69 |    |   |  |  |
| Inscrits / participation | Inscrits / participation | Inscrits / participation | 5 981 | 39,31 |    |   |  |  |

### Cernay
- Maire sortant : Michel Sordi (LR)
- 33 sièges à pourvoir au conseil municipal (population légale 2017 : 11 565 habitants)
- 14 sièges à pourvoir au conseil communautaire (CC de Thann-Cernay )

|                          | Michel Sordi             | LR                       | 2 115 | 70,61 | 29 | 12 |  |  |
|                          | Christophe Meyer         | DVC                      | 880   | 29,38 | 4  | 2  |  |  |
|                          |                          |                          |       |       |    |    |  |  |
| Exprimés                 | Exprimés                 | Exprimés                 | 2 995 | 97,37 |    |    |  |  |
| Votes blancs             | Votes blancs             | Votes blancs             | 44    | 1,43  |    |    |  |  |
| Votes nuls               | Votes nuls               | Votes nuls               | 37    | 1,20  |    |    |  |  |
| Total                    | Total                    | Total                    | 3 076 | 100   | 33 | 14 |  |  |
| Abstention               | Abstention               | Abstention               | 4 954 | 61,69 |    |    |  |  |
| Inscrits / participation | Inscrits / participation | Inscrits / participation | 8 030 | 38,31 |    |    |  |  |

### Colmar
- Maire sortant : Gilbert Meyer (LR)
- 49 sièges à pourvoir au conseil municipal (population légale 2017 : 69 105 habitants)
- 30 sièges à pourvoir au conseil communautaire (Colmar Agglomération)

| Tête de liste            | Tête de liste            | Liste                    | Premier tour | Premier tour | Deuxième tour | Deuxième tour | Sièges | Sièges |
| Tête de liste            | Tête de liste            | Liste                    | Voix         | %            | Voix          | %             | CM     | CC     |
| ------------------------ | ------------------------ | ------------------------ | ------------ | ------------ | ------------- | ------------- | ------ | ------ |
|                          | Éric Straumann           | LR                       | 5 290        | 37,45        | 8 061         | 63,88         | 40     | 25     |
|                          | Gilbert Meyer            | LR                       | 4 585        | 32,46        |               |               |        |        |
|                          | Frédéric Hilbert         | EELV                     | 2 152        | 15,23        | 4 556         | 36,11         | 9      | 5      |
|                          | Stéphanie Villemin       | LREM                     | 900          | 6,37         |               |               |        |        |
|                          | Tristan Denéchaud        | MoDem                    | 793          | 5,61         |               |               |        |        |
|                          | Michaël Meguellati       | DVG                      | 247          | 1,74         |               |               |        |        |
|                          | Huseyin Karaduman        | LO                       | 155          | 1,09         |               |               |        |        |
|                          |                          |                          |              |              |               |               |        |        |
| Exprimés                 | Exprimés                 | Exprimés                 | 14 122       | 97,70        | 12 617        | 96,98         |        |        |
| Votes blancs             | Votes blancs             | Votes blancs             | 124          | 0,86         | 238           | 1,83          |        |        |
| Votes nuls               | Votes nuls               | Votes nuls               | 208          | 1,44         | 155           | 1,19          |        |        |
| Total                    | Total                    | Total                    | 14 454       | 100          | 13 010        | 100           | 49     | 30     |
| Abstention               | Abstention               | Abstention               | 28 160       | 66,08        | 29 575        | 69,45         |        |        |
| Inscrits / participation | Inscrits / participation | Inscrits / participation | 42 614       | 33,92        | 42 585        | 30,55         |        |        |

### Ensisheim
- Maire sortant : Michel Habig (LR)
- 29 sièges à pourvoir au conseil municipal (population légale 2017 : 7 508 habitants)
- 12 sièges à pourvoir au conseil communautaire (CC du Centre Haut-Rhin)

|                          | Michel Habig             | LR                       | 1 241 | 91,99 | 28 | 12 |  |  |
|                          | Aimé Sense               | LO                       | 108   | 8,00  | 1  | 0  |  |  |
|                          |                          |                          |       |       |    |    |  |  |
| Exprimés                 | Exprimés                 | Exprimés                 | 1 349 | 92,91 |    |    |  |  |
| Votes blancs             | Votes blancs             | Votes blancs             | 47    | 3,24  |    |    |  |  |
| Votes nuls               | Votes nuls               | Votes nuls               | 56    | 3,86  |    |    |  |  |
| Total                    | Total                    | Total                    | 1 452 | 100   | 29 | 12 |  |  |
| Abstention               | Abstention               | Abstention               | 4 369 | 75,06 |    |    |  |  |
| Inscrits / participation | Inscrits / participation | Inscrits / participation | 5 821 | 24,94 |    |    |  |  |

### Guebwiller
- Maire sortant : Francis Kleitz (UDI)
- 33 sièges à pourvoir au conseil municipal (population légale 2017 : 11 094 habitants)
- 12 sièges à pourvoir au conseil communautaire (CC de la Région de Guebwiller)

| Tête de liste            | Tête de liste            | Liste                    | Premier tour | Premier tour | Deuxième tour | Deuxième tour | Sièges | Sièges |
| Tête de liste            | Tête de liste            | Liste                    | Voix         | %            | Voix          | %             | CM     | CC     |
| ------------------------ | ------------------------ | ------------------------ | ------------ | ------------ | ------------- | ------------- | ------ | ------ |
|                          | Francis Kleitz           | UDI                      | 1 149        | 44,36        | 1 267         | 48,37         | 25     | 9      |
|                          | Christian Facchin        | DVG                      | 543          | 20,96        | 596           | 22,75         | 4      | 1      |
|                          | Hélène Francois-Aullen   | EELV                     | 451          | 17,41        | 436           | 16,64         | 2      | 1      |
|                          | Grégory Stich            | DVD                      | 447          | 17,25        | 320           | 12,21         | 2      | 1      |
|                          |                          |                          |              |              |               |               |        |        |
| Exprimés                 | Exprimés                 | Exprimés                 | 2 590        | 96,35        | 2 619         | 97,51         |        |        |
| Votes blancs             | Votes blancs             | Votes blancs             | 47           | 1,75         | 26            | 0,97          |        |        |
| Votes nuls               | Votes nuls               | Votes nuls               | 51           | 1,9          | 41            | 1,53          |        |        |
| Total                    | Total                    | Total                    | 2 688        | 100          | 2 686         | 100           | 33     | 12     |
| Abstention               | Abstention               | Abstention               | 5 409        | 66,80        | 5 401         | 66,79         |        |        |
| Inscrits / participation | Inscrits / participation | Inscrits / participation | 8 097        | 33,20        | 8 087         | 33,21         |        |        |

### Horbourg-Wihr
- Maire sortant : Philippe Rogala (DVD)
- 29 sièges à pourvoir au conseil municipal (population légale 2017 : 5 967 habitants)
- 4 sièges à pourvoir au conseil communautaire (Colmar Agglomération)

|                          | Thierry Stoebner         | DVD                      | 1 074 | 57,46 | 23 | 3 |  |  |
|                          | Philippe Rogala          | DVD                      | 795   | 42,53 | 6  | 1 |  |  |
|                          |                          |                          |       |       |    |   |  |  |
| Exprimés                 | Exprimés                 | Exprimés                 | 1 869 | 98,26 |    |   |  |  |
| Votes blancs             | Votes blancs             | Votes blancs             | 17    | 0,89  |    |   |  |  |
| Votes nuls               | Votes nuls               | Votes nuls               | 16    | 0,84  |    |   |  |  |
| Total                    | Total                    | Total                    | 1 902 | 100   | 29 | 4 |  |  |
| Abstention               | Abstention               | Abstention               | 2 692 | 58,60 |    |   |  |  |
| Inscrits / participation | Inscrits / participation | Inscrits / participation | 4 594 | 41,40 |    |   |  |  |

### Huningue
- Maire sortant : Jean-Marc Deichtmann (DVD)
- 29 sièges à pourvoir au conseil municipal (population légale 2017 : 7 238 habitants)
- 6 sièges à pourvoir au conseil communautaire (Saint-Louis Agglomération)

|                          | Jean-Marc Deichtmann     | DVD                      | 1 005 | 69,64 | 25 | 5 |  |  |
|                          | Patrick Striby           | UDI                      | 438   | 30,35 | 4  | 1 |  |  |
|                          |                          |                          |       |       |    |   |  |  |
| Exprimés                 | Exprimés                 | Exprimés                 | 1 443 | 95,75 |    |   |  |  |
| Votes blancs             | Votes blancs             | Votes blancs             | 31    | 2,06  |    |   |  |  |
| Votes nuls               | Votes nuls               | Votes nuls               | 33    | 2,19  |    |   |  |  |
| Total                    | Total                    | Total                    | 1 507 | 100   | 29 | 6 |  |  |
| Abstention               | Abstention               | Abstention               | 2 384 | 61,27 |    |   |  |  |
| Inscrits / participation | Inscrits / participation | Inscrits / participation | 3 891 | 38,73 |    |   |  |  |

### Illzach
- Maire sortant : Jean-Luc Schildknecht (DVD)
- 33 sièges à pourvoir au conseil municipal (population légale 2017 : 14 691 habitants)
- 5 sièges à pourvoir au conseil communautaire (Mulhouse Alsace Agglomération)

|                          | Jean-Luc Schildknecht    | DVD                      | 1 307 | 100,00 | 33 | 5 |  |  |
|                          |                          |                          |       |        |    |   |  |  |
| Exprimés                 | Exprimés                 | Exprimés                 | 1 307 | 87,25  |    |   |  |  |
| Votes blancs             | Votes blancs             | Votes blancs             | 112   | 7,48   |    |   |  |  |
| Votes nuls               | Votes nuls               | Votes nuls               | 79    | 5,27   |    |   |  |  |
| Total                    | Total                    | Total                    | 1 498 | 100    | 33 | 5 |  |  |
| Abstention               | Abstention               | Abstention               | 7 757 | 83,81  |    |   |  |  |
| Inscrits / participation | Inscrits / participation | Inscrits / participation | 9 255 | 16,19  |    |   |  |  |

### Kembs
- Maire sortant : Gérard Kielwasser (LR)
- 29 sièges à pourvoir au conseil municipal (population légale 2017 : 5 257 habitants)
- 4 sièges à pourvoir au conseil communautaire (Saint-Louis Agglomération)

|                          | Joël Roudaire            | DVD                      | 1 173 | 83,07 | 27 | 4 |  |  |
|                          | Denis Pint               | RN                       | 239   | 16,92 | 2  | 0 |  |  |
|                          |                          |                          |       |       |    |   |  |  |
| Exprimés                 | Exprimés                 | Exprimés                 | 1 412 | 96,58 |    |   |  |  |
| Votes blancs             | Votes blancs             | Votes blancs             | 26    | 1,78  |    |   |  |  |
| Votes nuls               | Votes nuls               | Votes nuls               | 24    | 1,64  |    |   |  |  |
| Total                    | Total                    | Total                    | 1 462 | 100   | 29 | 4 |  |  |
| Abstention               | Abstention               | Abstention               | 2 455 | 62,68 |    |   |  |  |
| Inscrits / participation | Inscrits / participation | Inscrits / participation | 3 917 | 37,32 |    |   |  |  |

### Kingersheim
- Maire sortant : Jo Spiegel (DVG)
- 33 sièges à pourvoir au conseil municipal (population légale 2017 : 13 055 habitants)
- 4 sièges à pourvoir au conseil communautaire (Mulhouse Alsace Agglomération)

|                          | Laurent Riche            | DVG                      | 1 853 | 64,69 | 28 | 4 |  |  |
|                          | Philippe Maupin          | DVD                      | 836   | 29,18 | 4  | 0 |  |  |
|                          | Fadi Hachem              | DVC                      | 175   | 6,11  | 1  | 0 |  |  |
|                          |                          |                          |       |       |    |   |  |  |
| Exprimés                 | Exprimés                 | Exprimés                 | 2 864 | 95,37 |    |   |  |  |
| Votes blancs             | Votes blancs             | Votes blancs             | 39    | 1,30  |    |   |  |  |
| Votes nuls               | Votes nuls               | Votes nuls               | 100   | 3,33  |    |   |  |  |
| Total                    | Total                    | Total                    | 3 003 | 100   | 33 | 4 |  |  |
| Abstention               | Abstention               | Abstention               | 6 233 | 67,49 |    |   |  |  |
| Inscrits / participation | Inscrits / participation | Inscrits / participation | 9 236 | 32,51 |    |   |  |  |

### Lutterbach
- Maire sortant : Rémy Neumann (EELV)
- 29 sièges à pourvoir au conseil municipal (population légale 2017 : 6 310 habitants)
- 2 sièges à pourvoir au conseil communautaire (Mulhouse Alsace Agglomération)

|                          | Rémy Neumann             | EELV                     | 1 013 | 65,95 | 24 | 2 |  |  |
|                          | Claire Leicht            | DVC                      | 523   | 34,04 | 5  | 0 |  |  |
|                          |                          |                          |       |       |    |   |  |  |
| Exprimés                 | Exprimés                 | Exprimés                 | 1 536 | 96,54 |    |   |  |  |
| Votes blancs             | Votes blancs             | Votes blancs             | 33    | 2,07  |    |   |  |  |
| Votes nuls               | Votes nuls               | Votes nuls               | 22    | 1,38  |    |   |  |  |
| Total                    | Total                    | Total                    | 1 591 | 100   | 29 | 2 |  |  |
| Abstention               | Abstention               | Abstention               | 2 938 | 64,87 |    |   |  |  |
| Inscrits / participation | Inscrits / participation | Inscrits / participation | 4 529 | 35,13 |    |   |  |  |

### Mulhouse
- Maire sortant : Michèle Lutz (LR)
- 55 sièges à pourvoir au conseil municipal (population légale 2017 : 109 443 habitants)
- 41 sièges à pourvoir au conseil communautaire (Mulhouse Alsace Agglomération)

| Tête de liste            | Tête de liste            | Liste                    | Premier tour | Premier tour | Deuxième tour | Deuxième tour | Sièges | Sièges |
| Tête de liste            | Tête de liste            | Liste                    | Voix         | %            | Voix          | %             | CM     | CC     |
| ------------------------ | ------------------------ | ------------------------ | ------------ | ------------ | ------------- | ------------- | ------ | ------ |
|                          | Michèle Lutz             | LR                       | 4 189        | 33,66        | 4 547         | 38,60         | 39     | 29     |
|                          | Loïc Minery              | EELV                     | 2 733        | 21,96        | 3 207         | 27,22         | 7      | 5      |
|                          | Lara Million             | LREM-PS                  | 2 506        | 20,13        | 2 705         | 22,96         | 6      | 5      |
|                          | Christelle Ritz          | RN                       | 1 503        | 12,07        | 1 319         | 11,19         | 3      | 2      |
|                          | Fatima Jenn              | LREM diss.               | 988          | 7,93         |               |               |        |        |
|                          | Romain Spinali           | DVC                      | 293          | 2,35         |               |               |        |        |
|                          | Julien Wostyn            | LO                       | 232          | 1,86         |               |               |        |        |
|                          |                          |                          |              |              |               |               |        |        |
| Exprimés                 | Exprimés                 | Exprimés                 | 12 444       | 97,29        | 11 778        | 97,52         |        |        |
| Votes blancs             | Votes blancs             | Votes blancs             | 346          | 2,71         | 299           | 2,48          |        |        |
| Votes nuls               | Votes nuls               | Votes nuls               | 0            | 0            | 0             | 0,00          |        |        |
| Total                    | Total                    | Total                    | 12 790       | 100          | 12 077        | 100           | 55     | 41     |
| Abstention               | Abstention               | Abstention               | 36 318       | 73,96        | 37 080        | 75,43         |        |        |
| Inscrits / participation | Inscrits / participation | Inscrits / participation | 49 108       | 26,04        | 49 157        | 24,57         |        |        |

### Pfastatt
- Maire sortant : Francis Hillmeyer (UDI)
- 29 sièges à pourvoir au conseil municipal (population légale 2017 : 9 579 habitants)
- 3 sièges à pourvoir au conseil communautaire (Mulhouse Alsace Agglomération)

| Tête de liste            | Tête de liste            | Liste                    | Premier tour | Premier tour | Deuxième tour | Deuxième tour | Sièges | Sièges |
| Tête de liste            | Tête de liste            | Liste                    | Voix         | %            | Voix          | %             | CM     | CC     |
| ------------------------ | ------------------------ | ------------------------ | ------------ | ------------ | ------------- | ------------- | ------ | ------ |
|                          | Francis Hillmeyer        | UDI                      | 952          | 48,08        | 1 020         | 50,24         | 22     | 2      |
|                          | Nicolas Zimmermann       | DVD                      | 727          | 36,71        | 754           | 37,14         | 5      | 1      |
|                          | Nadia Peter-Lantz        | DVG                      | 301          | 15,20        | 256           | 12,61         | 2      | 0      |
|                          |                          |                          |              |              |               |               |        |        |
| Exprimés                 | Exprimés                 | Exprimés                 | 1 980        | 96,54        | 2 030         | 98,07         |        |        |
| Votes blancs             | Votes blancs             | Votes blancs             | 31           | 1,51         | 15            | 0,72          |        |        |
| Votes nuls               | Votes nuls               | Votes nuls               | 40           | 1,95         | 25            | 1,21          |        |        |
| Total                    | Total                    | Total                    | 2 051        | 100          | 2 070         | 100           | 29     | 3      |
| Abstention               | Abstention               | Abstention               | 5 068        | 71,19        | 5 040         | 70,89         |        |        |
| Inscrits / participation | Inscrits / participation | Inscrits / participation | 7 119        | 28,81        | 7 110         | 29,11         |        |        |

### Riedisheim
- Maire sortant : Hubert Nemett (DVD)
- 33 sièges à pourvoir au conseil municipal (population légale 2017 : 12 645 habitants)
- 4 sièges à pourvoir au conseil communautaire (Mulhouse Alsace Agglomération)

| Tête de liste            | Tête de liste            | Liste                    | Premier tour | Premier tour | Deuxième tour | Deuxième tour | Sièges | Sièges |
| Tête de liste            | Tête de liste            | Liste                    | Voix         | %            | Voix          | %             | CM     | CC     |
| ------------------------ | ------------------------ | ------------------------ | ------------ | ------------ | ------------- | ------------- | ------ | ------ |
|                          | Loïc Richard             | DVC                      | 946          | 34,35        | 1 390         | 41,17         | 24     | 3      |
|                          | Didier Riff              | DVC                      | 912          | 33,11        | 1 275         | 37,76         | 6      | 1      |
|                          | Hubert Nemett            | DVD                      | 896          | 32,53        | 711           | 21,06         | 3      | 0      |
|                          |                          |                          |              |              |               |               |        |        |
| Exprimés                 | Exprimés                 | Exprimés                 | 2 754        | 97,07        | 3 376         | 98,40         |        |        |
| Votes blancs             | Votes blancs             | Votes blancs             | 83           | 2,93         | 55            | 1,60          |        |        |
| Votes nuls               | Votes nuls               | Votes nuls               | 0            | 0            | 0             | 0,00          |        |        |
| Total                    | Total                    | Total                    | 2 837        | 100          | 3 431         | 100           | 33     | 4      |
| Abstention               | Abstention               | Abstention               | 5 902        | 67,54        | 5 287         | 60,64         |        |        |
| Inscrits / participation | Inscrits / participation | Inscrits / participation | 8 739        | 32,46        | 8 718         | 39,36         |        |        |

### Rixheim
- Maire sortant : Ludovic Haye (Agir)
- 33 sièges à pourvoir au conseil municipal (population légale 2017 : 13 902 habitants)
- 5 sièges à pourvoir au conseil communautaire (Mulhouse Alsace Agglomération)

|                          | Ludovic Haye             | Agir                     | 1 999  | 100,00 | 33 | 5 |  |  |
|                          |                          |                          |        |        |    |   |  |  |
| Exprimés                 | Exprimés                 | Exprimés                 | 1 999  | 93,85  |    |   |  |  |
| Votes blancs             | Votes blancs             | Votes blancs             | 53     | 2,49   |    |   |  |  |
| Votes nuls               | Votes nuls               | Votes nuls               | 78     | 3,66   |    |   |  |  |
| Total                    | Total                    | Total                    | 2 130  | 100    | 33 | 5 |  |  |
| Abstention               | Abstention               | Abstention               | 9 318  | 81,39  |    |   |  |  |
| Inscrits / participation | Inscrits / participation | Inscrits / participation | 11 448 | 18,61  |    |   |  |  |

### Saint-Louis
- Maire sortant : Jean-Marie Zoelle (DVD)
- 35 sièges à pourvoir au conseil municipal (population légale 2017 : 21 177 habitants)
- 18 sièges à pourvoir au conseil communautaire (Saint-Louis Agglomération)

|                          | Jean-Marie Zoelle        | DVD                      | 2 057  | 84,02 | 33 | 17 |  |  |
|                          | Aline Tchekoutio Taisne  | DVC                      | 391    | 15,97 | 2  | 1  |  |  |
|                          |                          |                          |        |       |    |    |  |  |
| Exprimés                 | Exprimés                 | Exprimés                 | 2 448  | 94,23 |    |    |  |  |
| Votes blancs             | Votes blancs             | Votes blancs             | 82     | 3,16  |    |    |  |  |
| Votes nuls               | Votes nuls               | Votes nuls               | 68     | 2,62  |    |    |  |  |
| Total                    | Total                    | Total                    | 2 598  | 100   | 35 | 18 |  |  |
| Abstention               | Abstention               | Abstention               | 8 187  | 75,91 |    |    |  |  |
| Inscrits / participation | Inscrits / participation | Inscrits / participation | 10 785 | 24,09 |    |    |  |  |

### Sainte-Marie-aux-Mines
- Maire sortant : Claude Abel (DVD)
- 29 sièges à pourvoir au conseil municipal (population légale 2017 : 5 095 habitants)
- 7 sièges à pourvoir au conseil communautaire (CC du Val d'Argent)

|                          | Noëllie Hestin           | DVG                      | 755   | 50,50 | 22 | 6 |  |  |
|                          | Claude Abel              | DVD                      | 740   | 49,49 | 7  | 1 |  |  |
|                          |                          |                          |       |       |    |   |  |  |
| Exprimés                 | Exprimés                 | Exprimés                 | 1 495 | 94,92 |    |   |  |  |
| Votes blancs             | Votes blancs             | Votes blancs             | 23    | 1,46  |    |   |  |  |
| Votes nuls               | Votes nuls               | Votes nuls               | 57    | 3,62  |    |   |  |  |
| Total                    | Total                    | Total                    | 1 575 | 100   | 29 | 7 |  |  |
| Abstention               | Abstention               | Abstention               | 1 763 | 52,82 |    |   |  |  |
| Inscrits / participation | Inscrits / participation | Inscrits / participation | 3 338 | 47,18 |    |   |  |  |

### Sausheim
- Maire sortant : Daniel Bux (DVD)
- 29 sièges à pourvoir au conseil municipal (population légale 2017 : 5 501 habitants)
- 2 sièges à pourvoir au conseil communautaire (Mulhouse Alsace Agglomération)

|                          | Guy Omeyer               | DVD                      | 1 009 | 67,31 | 25 | 2 |  |  |
|                          | Jean-Marc Claude Koenig  | DVC                      | 490   | 32,68 | 4  | 0 |  |  |
|                          |                          |                          |       |       |    |   |  |  |
| Exprimés                 | Exprimés                 | Exprimés                 | 1 499 | 97,15 |    |   |  |  |
| Votes blancs             | Votes blancs             | Votes blancs             | 9     | 0,58  |    |   |  |  |
| Votes nuls               | Votes nuls               | Votes nuls               | 35    | 2,27  |    |   |  |  |
| Total                    | Total                    | Total                    | 1 543 | 100   | 29 | 2 |  |  |
| Abstention               | Abstention               | Abstention               | 2 882 | 65,13 |    |   |  |  |
| Inscrits / participation | Inscrits / participation | Inscrits / participation | 4 425 | 34,87 |    |   |  |  |

### Soultz-Haut-Rhin
- Maire sortant : Marcello Rotolo (PS)
- 29 sièges à pourvoir au conseil municipal (population légale 2017 : 7 072 habitants)
- 7 sièges à pourvoir au conseil communautaire (CC de la Région de Guebwiller)

|                          | Marcello Rotolo          | PS                       | 1 190 | 57,29 | 23 | 6 |  |  |
|                          | Karine Pagliarulo        | DVD                      | 488   | 23,49 | 3  | 1 |  |  |
|                          | Antoine Sette            | DVC                      | 399   | 19,21 | 3  | 0 |  |  |
|                          |                          |                          |       |       |    |   |  |  |
| Exprimés                 | Exprimés                 | Exprimés                 | 2 077 | 98,02 |    |   |  |  |
| Votes blancs             | Votes blancs             | Votes blancs             | 20    | 0,94  |    |   |  |  |
| Votes nuls               | Votes nuls               | Votes nuls               | 22    | 1,04  |    |   |  |  |
| Total                    | Total                    | Total                    | 2 119 | 100   | 29 | 7 |  |  |
| Abstention               | Abstention               | Abstention               | 3 011 | 58,69 |    |   |  |  |
| Inscrits / participation | Inscrits / participation | Inscrits / participation | 5 130 | 41,31 |    |   |  |  |

### Thann
- Maire sortant : Romain Luttringer (UDI)
- 29 sièges à pourvoir au conseil municipal (population légale 2017 : 7 780 habitants)
- 9 sièges à pourvoir au conseil communautaire (CC de Thann-Cernay )

|                          | Gilbert Stoeckel         | DVC                      | 1 174 | 58,29 | 23 | 7 |  |  |
|                          | Romain Luttringer        | UDI                      | 840   | 41,70 | 6  | 2 |  |  |
|                          |                          |                          |       |       |    |   |  |  |
| Exprimés                 | Exprimés                 | Exprimés                 | 2 014 | 95,54 |    |   |  |  |
| Votes blancs             | Votes blancs             | Votes blancs             | 47    | 2,23  |    |   |  |  |
| Votes nuls               | Votes nuls               | Votes nuls               | 47    | 2,23  |    |   |  |  |
| Total                    | Total                    | Total                    | 2 108 | 100   | 29 | 9 |  |  |
| Abstention               | Abstention               | Abstention               | 3 348 | 61,36 |    |   |  |  |
| Inscrits / participation | Inscrits / participation | Inscrits / participation | 5 456 | 38,64 |    |   |  |  |

### Wintzenheim
- Maire sortant : Serge Nicole (DVD)
- 29 sièges à pourvoir au conseil municipal (population légale 2017 : 7 594 habitants)
- 5 sièges à pourvoir au conseil communautaire (Colmar Agglomération)

|                          | Serge Nicole             | DVD                      | 1 430 | 60,98 | 24 | 4 |  |  |
|                          | Claude Klinger-Zind      | DVC                      | 915   | 39,01 | 5  | 1 |  |  |
|                          |                          |                          |       |       |    |   |  |  |
| Exprimés                 | Exprimés                 | Exprimés                 | 2 345 | 97,46 |    |   |  |  |
| Votes blancs             | Votes blancs             | Votes blancs             | 30    | 1,25  |    |   |  |  |
| Votes nuls               | Votes nuls               | Votes nuls               | 31    | 1,29  |    |   |  |  |
| Total                    | Total                    | Total                    | 2 406 | 100   | 29 | 5 |  |  |
| Abstention               | Abstention               | Abstention               | 3 476 | 59,10 |    |   |  |  |
| Inscrits / participation | Inscrits / participation | Inscrits / participation | 5 882 | 40,90 |    |   |  |  |

### Wittelsheim
- Maire sortant : Yves Goepfert (DVD)
- 33 sièges à pourvoir au conseil municipal (population légale 2017 : 10 355 habitants)
- 3 sièges à pourvoir au conseil communautaire (Mulhouse Alsace Agglomération)

|                          | Yves Goepfert            | DVD                      | 1 406 | 100,00 | 33 | 3 |  |  |
|                          |                          |                          |       |        |    |   |  |  |
| Exprimés                 | Exprimés                 | Exprimés                 | 1 406 | 90,48  |    |   |  |  |
| Votes blancs             | Votes blancs             | Votes blancs             | 71    | 4,57   |    |   |  |  |
| Votes nuls               | Votes nuls               | Votes nuls               | 77    | 4,95   |    |   |  |  |
| Total                    | Total                    | Total                    | 1 554 | 100    | 33 | 3 |  |  |
| Abstention               | Abstention               | Abstention               | 7 166 | 82,18  |    |   |  |  |
| Inscrits / participation | Inscrits / participation | Inscrits / participation | 8 720 | 17,82  |    |   |  |  |

### Wittenheim
- Maire sortant : Antoine Homé (PS)
- 33 sièges à pourvoir au conseil municipal (population légale 2017 : 14 317 habitants)
- 5 sièges à pourvoir au conseil communautaire (Mulhouse Alsace Agglomération)

|                          | Antoine Homé             | PS                       | 1 772  | 59,01 | 27 | 4 |  |  |
|                          | Raffaele Cirillo         | DVC                      | 1 231  | 40,99 | 6  | 1 |  |  |
|                          |                          |                          |        |       |    |   |  |  |
| Exprimés                 | Exprimés                 | Exprimés                 | 3 003  | 95,67 |    |   |  |  |
| Votes blancs             | Votes blancs             | Votes blancs             | 55     | 1,75  |    |   |  |  |
| Votes nuls               | Votes nuls               | Votes nuls               | 81     | 2,58  |    |   |  |  |
| Total                    | Total                    | Total                    | 3 139  | 100   | 33 | 5 |  |  |
| Abstention               | Abstention               | Abstention               | 7 308  | 69,95 |    |   |  |  |
| Inscrits / participation | Inscrits / participation | Inscrits / participation | 10 447 | 30,05 |    |   |  |  |